# خرداد (امشاسپند)
خرداد یا هَئوروَتات (اوستایی: 𐬵𐬀𐬎𐬭𐬎𐬎𐬀𐬙𐬁𐬙 = هَئوروَتات) به معنی تمامیّت، کلیّت، رسایی و کمال است و مظهری از مفهوم نجات و رستگاری برای افراد بشر. آب را می‌پاید و در این جهان، شادابی گیاهان مظهر اوست. همکاران این اَمِشاسْپَند ایزد تیشتر و باد و فروَهر پرهیزکاران هستند. در دوران تازش اهریمن آب را به یاری فروهرها می‌ستاند سپس به باد می‌سپارد و باد آن را با شتاب به سوی کشورها می‌برد و به وسیلهٔ ابر می‌باراند. دشمن او تریز نام دارد. نام این امشاسپند همیشه در کنار امشاسپند مرداد آورده می‌شود. این امشاسپند به کمک امشاسپند مرداد گوهر تن زرتشت را ساختند.

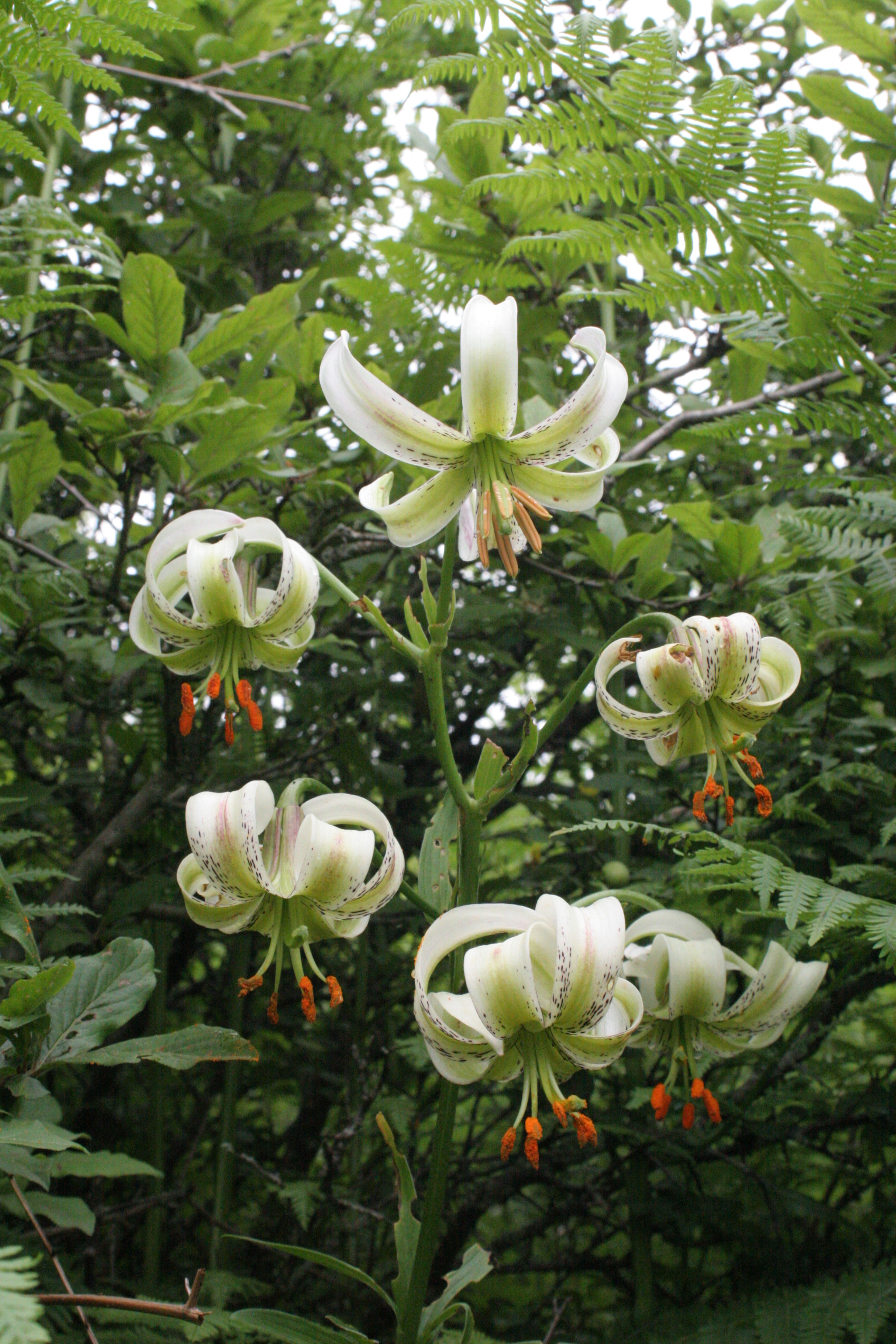
گل سوسن نماد امشاسپند خرداد

## امشاسپندان
در تاریخ اساطیری ایران شش امشاسپند وجود دارد، که به آنها نامیرایان نیکوکار می‌گویند. نام‌های این امشاسپندان خصوصیات آن‌ها را نشان می‌دهد. این امشاسپندان آفریدهٔ هرمزد هستند. تعداد امشاسپندان در نوشته‌های پهلوی شش و گاهی تا سی تا می‌رسد. شش امشاسپند بر تخت‌های زرین در خانه‌ی سروده قرار گرفتند. این شش امشاسپند اصل و منشأ خود را از شخصیت‌های خدای باستان می‌دانند.

## امشاسپند خرداد

### ویژگی‌ها
امشاسپند خرداد که در زبان پهلوی، هورداد و در اوستا، هـَئوروَتات به معنای تمامیت و کمال است. خرداد پنجمین امشاسپند است که نگهبان آب است. امشاسپند خرداد در کنار دست راست هرمزد ایستاده است. این امشاسپند جنبه زنانگی دارد. امشاسپند خرداد در دنیای مینویان نماد کمال و پارسایی اهوره‌مزدا است. از ماه‌ها ماه سوم سال و از روزها روز ششم ماه به نام این امشاسپند است .زرتشت را متولد روز خرداد از ماه فروردین می‌دانند. خرداد را سرور ماه‌ها، روزها و سال‌ها نامیده‌اند.

### یاوران امشاسپند خرداد
امشاسپند خرداد جنبه زنانه دارد و ایزد تیشتر، باد و فروهر پرهیزکاران همیار او هستند و به او کمک می‌کنند .امشاسپند خرداد در دوران حمله اهریمن آب را به یاری فروهرها می‌فرستد و به باد دستور می‌دهد آب را با سرعت به سوی کشورها برده، هنگاهی که تیشتر با اپوش دیو خشکی و خشکسالی نبرد می‌کند ،امشاسپند خرداد اب را به یاری تیشتر می‌فرستد.

### گُل امشاسپند خرداد
از گُل‌ها، گُل سوسن را به امشاسپند خرداد نسبت داده‌اند.

### جشن امشاسپند خرداد
جشن خردادگان در روز و ماه این امشاسپند برگزار می‌شود.

## امشاسپند خرداد و مرداد
امشاسپند خرداد به همراه امشاسپند مرداد در جهان خدایان جنبهٔ تولیدی دارند. هدایای امشاسپند خرداد به کمک مرداد ثروت، رمه چهارپایان است، این دو امشاسپند در کنار هم ارمان‌های نیرومندی، سرچشمهٔ زندگی و رویش هستند.

### امشاسپند خرداد و گوهر تن زرتشت
گوهر تن زرتشت را امشاسپندان خرداد و مرداد به کمک هم ساخته‌اند. آنان برای این کار مایه تن زرتشت را در باران نشانده و با قطرات باران به زمین آمد و در دل گیاه جای گرفته ،پوروشسب پدر زرتشت به کمک و راهنمایی خرداد و مرداد شش گاو پرمایه را برداشت و به چراگاه برد و گاوان از گیاهانی که مایه تن زرتشت در آن‌ها بود خوردند و مایه تن زرتشت با شیر آنها آمیخت ،پوروشسب گاوان را به خانه برو و به دوغدو سپرد و با گیاه هوم که به کمک بهمن و اردیبهشت به دست آورده بود نرم و با شیر گاوان درآمیختند و از آن خوردند، به این ترتیب روان و مایه تن زرتشت در وجود دوغدو که فره ایزدی زرتشت را داشت گرد آورد.

## دشمنان خرداد

### اهریمن مخصوص خرداد
اهریمن تریز اهریمنی است که هرمزد مخصوصا خرداد قرار داده است. تریز دیو فساد و تشنگی است. تریز گیاهان و دامها را زهرآلود می‌کند.

### خرداد و دیو نَس
نسَ دیدی که حیله‌گری و ناپاکی می‌کند. این دیو تن مرده را مورد حمله قرار می‌دهد و آن را ناپاک می‌کند.نَس نخستین عامل در مرگ انسان است و به بدن انسان در حال مرگ حمله می‌کند و بدن را فاسد و گندیده می‌کند. این دیو وقتی نام امشاسپندان مخصوصاً امشاسپند خرداد بر جسم مرده خوانده می‌شود از بین می‌رود.